# Espacio marino del Tinto y del Odiel
Espacio marino del Tinto y del Odiel este o arie protejată (arie de protecție specială avifaunistică — SPA) din Spania întinsă pe o suprafață de 4.934,91 ha, integral marine.

## Localizare
Centrul sitului Espacio marino del Tinto y del Odiel este situat la coordonatele 37°08′01″N 6°53′49″W / 37.1337°N 6.8969°V.

## Înființare
Situl Espacio marino del Tinto y del Odiel a fost declarat arie de protecție specială avifaunistică în iulie 2014 pentru a proteja 14 specii de animale.

## Biodiversitate
Situată în ecoregiunile marină Atlantică și mediteraneană, aria protejată nu include niciun habitat protejat.
La baza desemnării sitului se află mai multe specii protejate de  păsări (14): alca (Alca torda), Calonectris diomedea, chirighiță neagră (Chlidonias niger), Larus audouinii, pescăruș negricios (Larus fuscus), pescăruș-cu-cap-negru (Larus melanocephalus), Larus michahellis, pescăruș râzător (Larus ridibundus), rață neagră (Melanitta nigra), Mergus serrator, Puffinus mauretanicus, chiră de baltă (Sterna hirundo), chiră mică (Sternula albifrons), chiră de mare (Thalasseus sandvicensis).